# Флэнаган, Патрик
Патрик Флэнаган (англ. Patrick Flanagan) — американский перетягиватель каната, чемпион летних Олимпийских игр 1904.
На Играх 1904 в Сент-Луисе Флэнаган входил в состав первой команды США, которая заняла первое место и выиграла золотые медали.